# Западноафриканский фунт

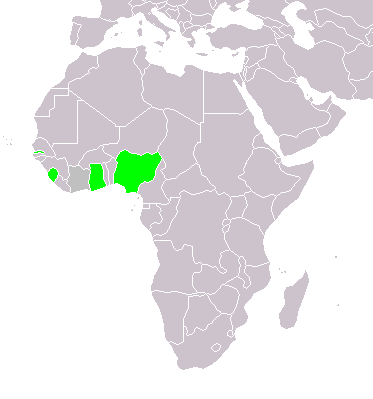
Расположение Британской Западной Африки.

Западноафриканский фунт (англ. British West African pound) — денежная единица Британской Западной Африки в 1913—1961 годах, Ганы в 1957—1958 годах, Сьерра-Леоне — в 1961—1963 годах.

## История
Законным платёжным средством на территориях, входивших в Британскую Западную Африку, являлся фунт стерлингов. С 1907 года для Британской Западной Африки чеканились монеты в 1⁄10 и 1 пенни, а с 1911 также — 1⁄2 пенни. Монеты отличались от английских монет металлом, наличием отверстия и легендой (надписью «Британская Западная Африка», а в 1911 году — «Нигерия Британская Западная Африка»), что исключало использование этих монет на территории метрополии.
В 1913 году в Лондоне создан Валютный совет Западной Африки, получивший право выпуска общей валюты для британских колоний Западной Африки — Гамбия, Золотой берег, Сьерра-Леоне, Нигерия. В том же году в дополнение к ранее выпускавшимся номиналам монет начата чеканка монет номиналом от 3 пенсов до 2 шиллингов, а в 1916 году начат выпуск банкнот.
Чеканившиеся с 1907 года монеты Западной Африки, а с началом выпуска банкнот — и банкноты в западноафриканских фунтах являлись до 1944 года законным платёжным средством в Либерии.
В 1916 году, после оккупации британскими войсками западной части Германского Камеруна там также был выпущен в обращение западноафриканский фунт. В 1922 году на этой территории создана подмандатная территория Западный Камерун.
После провозглашения независимости государств на территориях, входивших состав Британской Западной Африки, началось формирование национальных кредитно-денежных систем. В 1957 году провозглашена независимость Ганы, в 1960 — Нигерии, в 1961 — Сьерра-Леоне, в 1965 — Гамбии. В 1961 году Британский Камерун разделён между Камеруном и Нигерией.
4 марта 1957 года учреждён Банк Ганы, начавший операции 1 августа того же года. 14 июля 1958 года начата эмиссия новой денежной единицы — ганского фунта, обмен производился 1:1. С 1 июля 1959 года ганский фунт объявлен единственным законным платёжным средством.
В 1958 году учреждён Центральный банк Нигерии, начавший в 1959 году выпуск национальной валюты — нигерийского фунта, обмен производился 1:1. Западноафриканские монеты и банкноты перестали служить законным платёжным средством с 1 июля 1962 года.
На части территории Британского Камеруна, вошедшей в 1961 году в состав Камеруна, был введён франк КФА, обмен западноафриканских фунтов и введённых в 1959 году нигерийских фунтов производился в соотношении: 1 фунт = 700 франков.
27 марта 1963 года учреждён Банк Сьерра-Леоне. 4 августа 1964 банк начал операции и эмиссию новой денежной единицы — леоне, обмен производился: 1 фунт = 2 леоне. Западноафриканские фунты постепенно изымались из обращения и с 4 февраля 1966 года утратили силу законного платёжного средства.
13 мая 1964 года был учреждён Валютный совет Гамбии, к которому перешли функции эмиссии новой денежной единицы — гамбийского фунта, обмен производился 1:1.

## Монеты и банкноты
Чеканились монеты в 1⁄10, 1⁄2, 1, 3, 6 пенсов, 1, 2 шиллинга. Монеты чеканились тремя частными монетными дворами в Бирмингеме: Gaunt&Sons (обозначение двора — G-J.R.), Heaton (обозначение — H), King’s Norton (обозначение — K или KN), а также монетным двором Претории (обозначение — SA) и Королевским монетным двором (Лондон, без обозначения двора).
Выпускались банкноты в 1, 2, 5, 10, 20 шиллингов и 100 шиллингов — 5 фунтов. В 1954 году подготовлена, но не выпущена банкнота в 1000 фунтов.